# Merulaxis
Merulaxis là một chi chim trong họ Rhinocryptidae.